# 森快温
森 快温（もり はやあつ）は、江戸時代中期から後期にかけての大名。播磨国三日月藩の第5代藩主。官位は従五位下下野守。

## 略歴
安芸国広島藩主・浅野重晟の3男として広島城にて誕生。幼名は木工之丞。初名は長従。
寛政5年（1793年）5月、嗣子のない先代藩主森俊韶の養嗣子となる。同年8月11日、11代将軍徳川家斉に拝謁した。同年11月10日、俊韶の隠居により跡を継いだ。同年12月、従五位下・下野守に叙任した。藩政においては藩校・広業館を創設して、藩士子弟の教育化に努めた。
享和元年（1801年）9月27日、33歳で死去し、跡を養嗣子の長義が継いだ。法号は快温院殿野州刺史鷲峯宗雲大居士。墓所は佐用郡佐用町の高蔵寺。

## 系譜
- 父：浅野重晟（1743-1814）
- 母：不詳
- 正室：曽代 - 森俊韶の養女、森俊春の娘、俊韶の妹
- 養子
  - 男子：森長義（1787-1837） - 関長誠の次男